# Янко Алексі
Янко Алексі (словац. Janko Alexy; *25 січня 1894, Ліптовський Мікулаш — †22 вересня 1970, Братислава) — словацький і чехословацький художник, письменник, публіцист, журналіст. Засновник школи словацького гобелена.

## Біографія
Народився в багатодітній родині лимаря. З 1919 навчався в Академія образотворчих мистецтв в Празі під керівництвом Влахо Буковаца. У 1920 протягом півроку, отримавши стипендію, навчався в Парижі. Після працював викладачем малювання в гімназії в Братиславі. З 1927 повністю присвятив себе творчій діяльності.
У 1930 оселився в Мартіні, жив у П'єштяни, в 1937 повернувся в Братиславу.
Брав активну участь у мистецькому житті, пропагував нове словацьке мистецтво, сприяв організації в 1932 колонії художників в П'єштяни, займався декоративно-прикладним і монументальним мистецтвом.
Йому належать близько 1300 картин олією, пастеллю, темперою і малюнків, створених під натхненням народного мистецтва, легенд і пейзажів Словаччини. У 1950-ті здійснив ряд проектів в галузі архітектури та гобеленів. Зіграв важливу роль в реконструкції Братиславського замку.
Був одним із засновників словацького сучасного мистецтва і організатором культурного життя країни.

## Літературна творчість
Автор багатьох романів, спогадів і важливої для історії словацького мистецтва публікації «Долі словацьких художників» (1948).

## Вибрані твори
- 1924 — Jarmilka
- 1928 — Grétka (збірник оповідань)
- 1930 — Veľká noc (збірник оповідань)
- 1932 — Na voľnej vôľuške
- 1935 — Hurá
- 1936 — Už je chlap na nohách
- 1940 — Zlaté dno
- 1942 — Dom horí
- 1946 — Zabudnutý svet (вибрана проза)
- 1948 — Osudy slovenských výtvarníkov
- 1949 — Profesor Klopačka
- 1956 — Život nie je majáles
- 1956 — Ondrejko
- 1957 — Ovocie dozrieva
- 1970 — Tam ožila sláva

## Пам'ять
- До 100-річчя від дня народження Янко Алексі в Словаччині випущена ювілейна монета в 200 крон 1994.